# La blonde contre-attaque (bande originale)
Pour les articles homonymes, voir Legally Blonde (homonymie).
Albums de Divers artistes
La Revanche d'une blonde
(2001)
Legally Blonde 2: Red, White & Blonde - Motion Picture Soundtrack, est la bande originale distribué par Curb Records, de la comédie américaine, La blonde contre-attaque, réalisé par Charles Herman-Wurmfeld, sorti en 2003. Tout comme le premier opus Legally Blonde, divers artistes figurent sur cet album.
La bande originale contient le single We Can, interprété par la chanteuse LeAnn Rimes. LeAnn Rimes We Can vidéo officielle sur Youtube

## Liste des titres
| 1.    | We Can                                     | LeAnn Rimes                  | 3:40 |
| 2.    | Breakthrough                               | Hope 7                       | 2:44 |
| 3.    | Atomic Dog (Dogs Of the World Unite Remix) | George Clinton feat. Coolio  | 4:23 |
| 4.    | Me Against the World                       | Superchick                   | 2:58 |
| 5.    | I'm Just a Bill                            | Deluxx Folk Implosion        | 3:26 |
| 6.    | Sisters Are Doin' It for Themselves        | Eurythmics & Aretha Franklin | 4:53 |
| 7.    | More Bounce (In California)                | Soul Kid No. 1               | 3:59 |
| 8.    | For What It's Worth                        | The Candyskins               | 4:00 |
| 9.    | Power to the People                        | John Lennon                  | 3:20 |
| 10.   | America                                    | Lou Reed                     | 2:48 |
| 11.   | We Can (American Mix)                      | LeAnn Rimes                  | 3:36 |
| 34:54 |                                            |                              |      |

## Musiques additionnelles
- Outre les titres présents, sur l'album, on entend aussi durant le film les morceaux suivants [2] :
  - Nobody's Fool
    - Écrit par Avril Lavigne, Peter Zizzo
    - Interprété par Avril Lavigne
    - Avec l'aimable autorisation d'Arista Records, Inc.
    - Sous licence de BMG Special Products, Inc.

  - Buona Sera, Mrs. Campbell Main Title
    - Écrit et dirigé par Riz Ortolani
    - Avec l'aimable autorisation de Metro Goldwyn Mayer Music Inc.

  - Mon Paris
    - Écrit et dirigé par Georges Auric
    - Avec l'aimable autorisation de Metro Goldwyn Mayer Music Inc.

  - Hail to the Chief
    - Musique de James Sanderson (non crédité)
    - Texte d'Albert Gamse (non crédité)
    - Avec l'aimable autorisation de MRT Wireless

  - So Pretty
    - Écrit par Nic Jodoin et Lisa Rieffel
    - Interprété par Lisa Rieffel[3]
    - Avec l'aimable autorisation de Nic Jodoin et Lisa Rieffel

  - The Star Spangled Banner
    - Musique de John Stafford Smith (non crédité)
    - Texte de Francis Scott Key (non crédité)
    - Avec l'aimable autorisation de Metro Goldwyn Mayer Music Inc.

  - Snap Cup Time
    - Écrit et produit par Andrew Lipp